# Good Morning Revival
„Good Morning Revival“ е четвъртият албум на групата Гуд Шарлът след The Chronicles of Life and Death, който излиза през 2004 г.
Датата за излизане на албума е юни 2006 г., но не се осъществява. Издаването е отложено за октомври, след което отново е оставено за февруари 2007. Вокалистът Джоел Мадън съобщава в интервю за MuchMusic, че за последен път албума е отложен за 5 март 2007 г. На 6 декември 2006 г. в официалния сайт на групата е определена датата 20 март 2007. Скоро след това в уебсайта излиза нова информация, че албума ще излезе на 27 март 2007 г. Обаче на 18 март според „Top20 Music“ вече е напълно достъпен за сваляне на UK iTunes Music Store.
В уебсайта на Гуд Шарлът, Бенджи Мадън качва видео и обявява, че песента „Keep Your Hands Off My Girl“ ще бъде пусната в MySpace на групата. Премиерата на песента е на 22 септември 2006. Първият сингъл от албума, The River, с участието на вокалиста на Avenged Sevenfold, M. Shadows и китариста Synyster Gates, се появява онлайн на 4 януари 2007 г.

## Track listing
Списание Kerrang! издава интервю с Good Charlotte, в което групата поименно назовава песните. Също така те казват че „Good Morning“ ще бъде intro и първа песен в албума. Има слухове, че „Good Morning“ може да е инструментал, както в предните два албума на групата, първите песни са инструментали. „March On“ ще е outro и последна песен в албума. „Има old school песен за нашите old school фенове“, казва Джоел Мадън. Песента „A Beautiful Place“ и „Where Would We Be?“ има звученето на Coldplay според друга статия в списание Kerrang!. Друга статия от Kerrang! е с Били Мартин който разказва, че когато си е купил първото пиано, седнал и написал „Where Would We Be?“, първата песен на Good Charlotte написана за пиано. Албумът ще включва 13 песни и е планирано да има още бонус песни.
1. „Good Morning Revival!“ (Intro) (0:56)
2. „Misery“ (3:49)
3. „The River“ (featuring M. Shadows and Synyster Gates) (3:15)
4. „Dance Floor Anthem“ (4:04)
5. „Keep Your Hands Off My Girl“ (3:25)
6. „Victims Of Love“ (3:45)
7. „Where Would We Be Now“ (3:58)
8. „Break Apart Her Heart“ (3:19)
9. „All Black“ (4:19)
10. „Beautiful Place“ (3:50)
11. „Something Else“ (3:19)
12. „Broken Hearts Parade“ (3:15)
13. „March On“ (3:13)
14. „Keep Your Hands Off My Girl“ (Broken Spindles Remix) (4:35) (Bonus Track)
15. „Face The Strange“ (2:58) (Bonus Track)